# Långtjärnen (Nordmalings socken, Ångermanland, 707178-166485)
Långtjärnen är en sjö i Nordmalings kommun i Ångermanland och ingår i Lögdeälvens huvudavrinningsområde.